# Nagy harangtorony (Kijev)
A Lavra Nagy harangtornya (ukránul: Велика Лаврська дзвіниця; oroszul: Большая Лаврская колокольня) a Kijevi Barlangkolostor egyik fő építménye, a mai Kijev panorámájának meghatározó eleme. Az 1731–1745 között épült Nagy Harangtorony a maga idejében a legnagyobb különálló harangtorony volt. Építését Ivan Mazepa kozák hetman támogatta, tervezője Johann Gottfried Schadäl német építész volt, az építését helyi mesterek végezték. Magassága a tetején lévő kereszttel együtt 96,5 m. Az építmény négyszintes, a kupolája aranyozott. A torony alsó szintjének az átmérője 28,8 m, a falvastagság itt 8 m. A torony alapozása a földben 7 m mélyre nyúlik. A felső szintek átmérője egyre kisebb. A második szinttől felfele a tornyot körben oszlopok díszítik. A második szintet 32 dór oszlop, a harmadik szintet 16 ión oszlop, a negyedik szintet 8 db korinthoszi oszlop veszi körül.
A harmadik szinten függtek a harangok, de ezeket később eltávolították. Csupán három kisebb 18. századi harang maradt meg. Az egykori fő harangja egy tonna tömegű volt, 1732-ben öntötte a Kreml Cár-harangját is készítő Ivan Motorin. A harmadik szint jelenleg kilátóként üzemel.
A negyedik szinten egy harangjátékkal ellátott 4,5 tonnás, 1903-ban készült óra található, amelyet egy moszkvai mester készített a Kreml órája mintájára. Az torony eredeti óráját a 18. században A. Levinszkij készítette. A jelenleg is működő óra története során mindössze egyszer állt meg: 1941-ben, amikor a második világháború harcaiban a szomszédos Szűzanya elszenderülése székesegyházat felrobbantották. A javítása ezt követően 6 évig tartott, azóta azonban folyamatosan jár. Az óramű rendkívül pontos, egy hónap alatt 10 másodpercen belül van az eltérése a pontos időtől. Járása évszaktól függő, télen lassabban, nyáron gyorsabban jár. Az óraművet hetente egyszer, a harangjátékot pedig negyedóránként kell felhúzni.

## Külső hivatkozások
- A Kijevi Barlangkolostor honlapja